# Tupolev Tu-95
Tupolev Tu-95 (v kódu NATO „Bear“) je sovětský strategický čtyřmotorový turbovrtulový bombardér zavedený do služby v 50. letech 20. století, který i na počátku 21. století stále slouží v ruském letectvu jako protiváha k americkým bombardérům B-52 Stratofortress. Poprvé (a naposled) byly pro pohon letounu takové kategorie použity turbovrtulové motory a protiběžné čtyřlisté vrtule o průměru 5,6 m.
Upravená verze tohoto letounu, Tu-95V, shodila dne 30. října 1961 nad sovětskou jadernou střelnicí Nová země největší atomovou bombu všech dob zvanou Car-bomba.
Tu-95 se kromě území SSSR nacházely na leteckých základnách v Angole, Guineji, Kubě, Somálsku a Vietnamu. Námořní verze je značena jako Tu-142.
Stroje jsou známé dlouhými hlídkovými lety nad mořem v oblasti západní Evropy a Středozemního moře. Při nich vzniklo mnoho fotografii, na kterých s nimi v těsné formaci letí letouny NATO.

## Vývoj

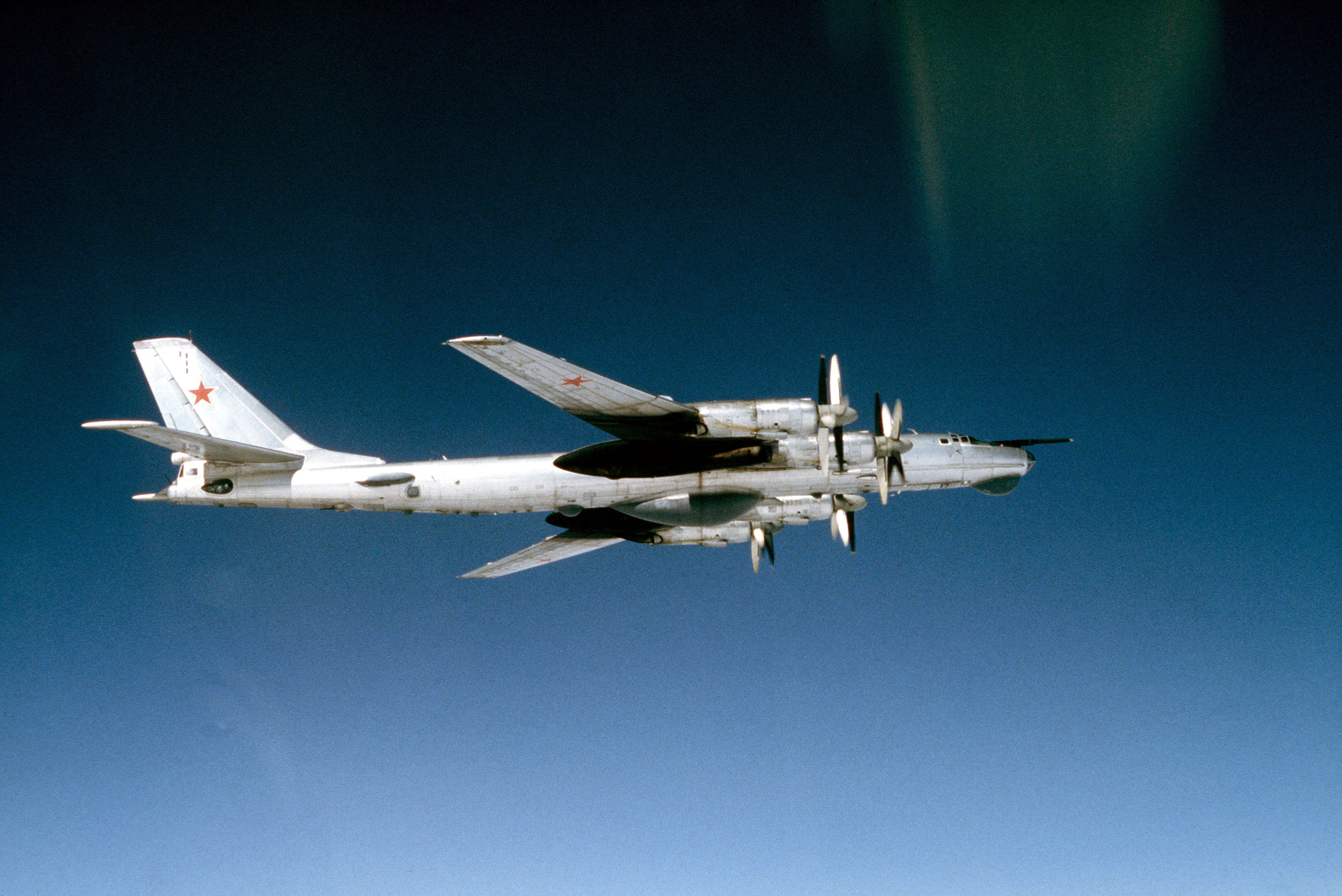
Tu-95RT (Bear D) sovětského námořního letectva v květnu 1983

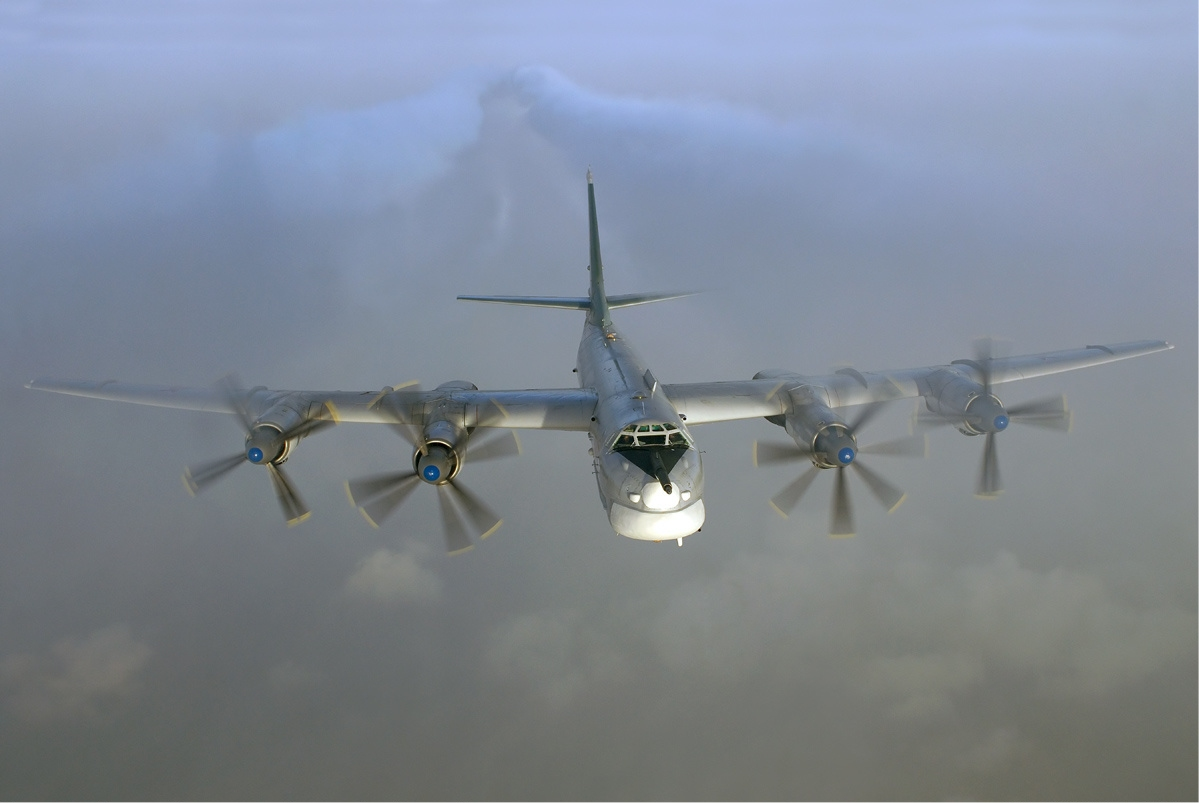
Tu-95MS za letu v roce 2007.

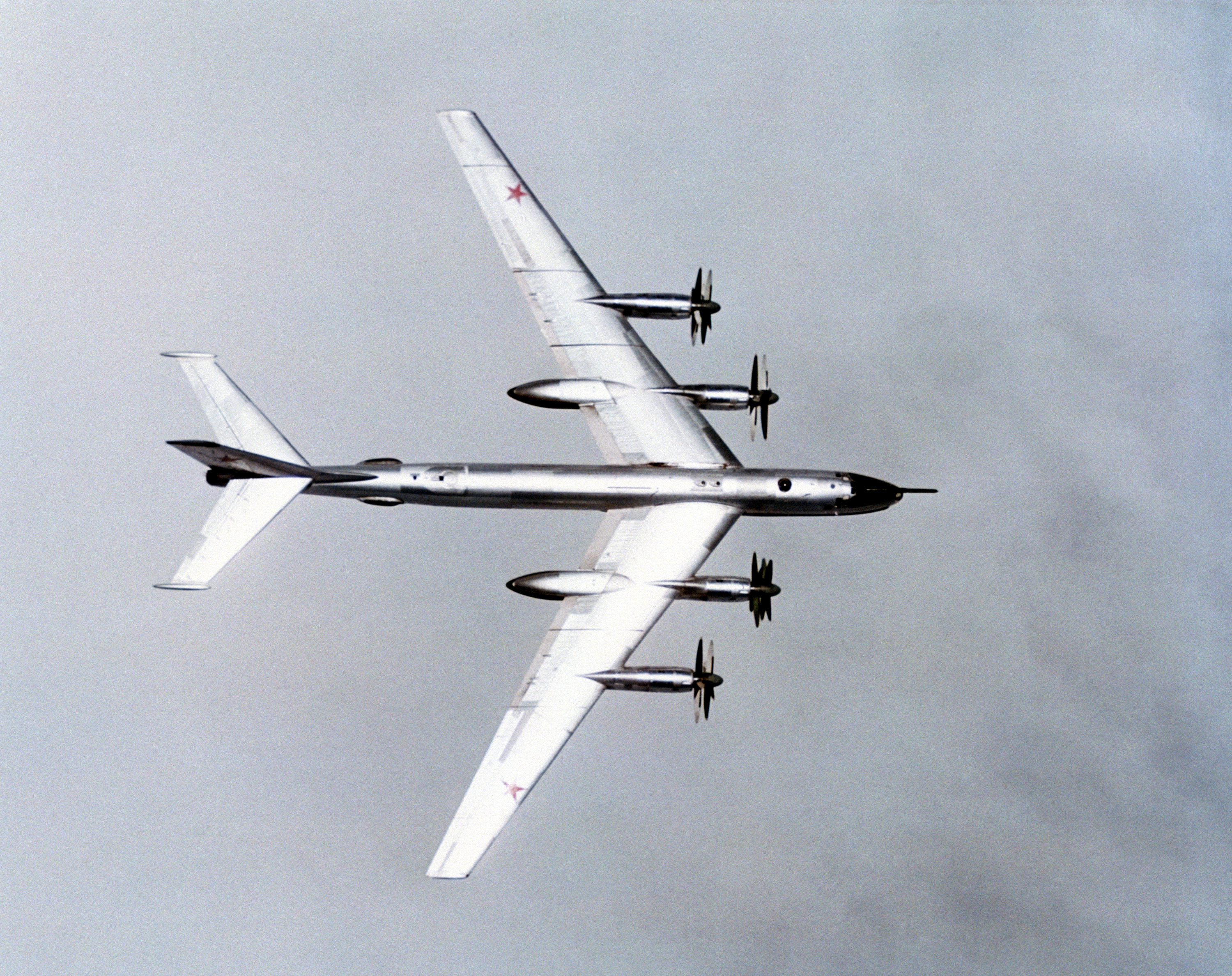
Tu-95 s viditeným šípovým křídlem

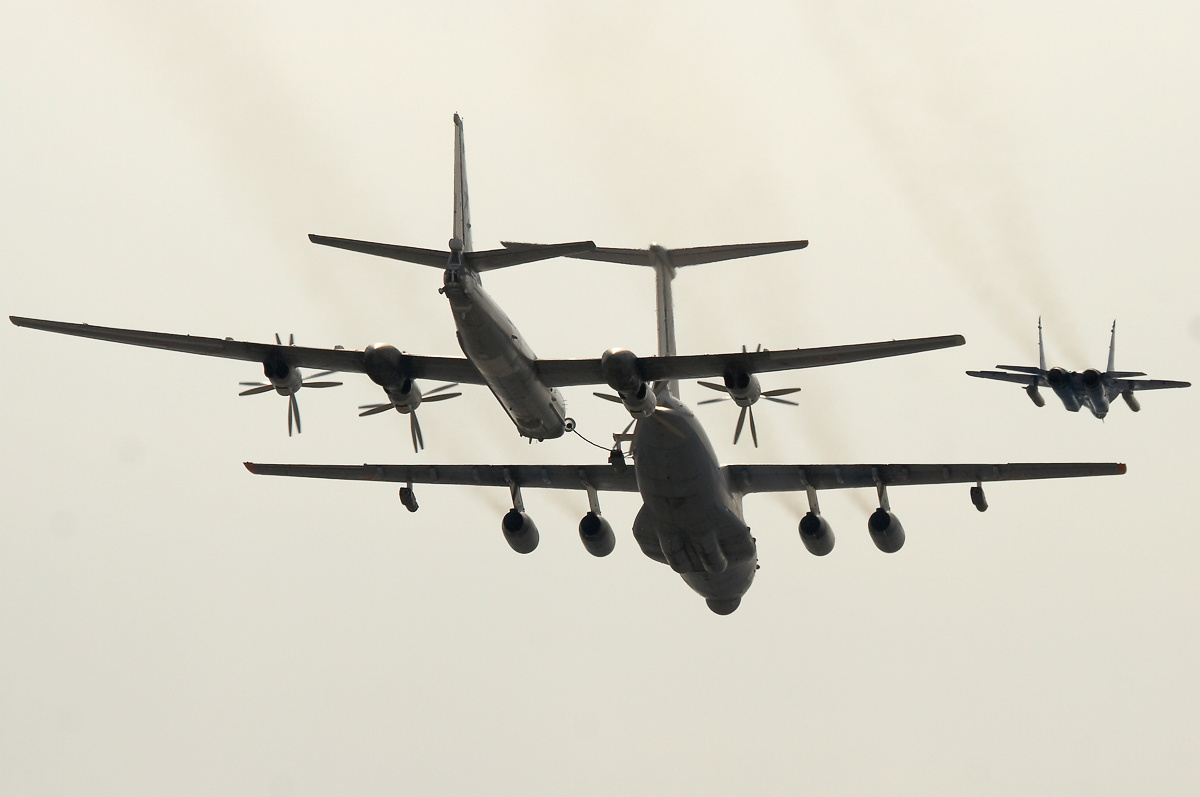
Tu-95MS napodobuje tankování paliva za letu s letounem Iljušin Il-78 během přehlídky v Moskvě 9. května 2008.

S prohlubující se studenou válkou se Sovětský svaz koncem 40. let snažil vyvinout dálkový strategický bombardér schopný rychlého letu ve vysokých letových hladinách. Na základě několika amerických bombardérů B-29, které musely koncem 2. světové války nouzově přistát v SSSR, se Sovětům podařilo zpětným inženýrstvím vyvinout Tu-4. Tento bombardér však nedisponoval potřebným doletem a mohl být použit k ničení pozemních cílů pouze v případě konfliktů na evropském nebo asijském kontinentu. Jako hlavní protivník SSSR se již v té době profilovaly USA, a proto potřebovalo sovětské strategické letectvo bombardér s akčním rádiusem asi 7000 km, podobně jako měl americký B-36 "Peacemaker".
Koncem 40. let došlo také k zdokonalení systémů protivzdušné obrany a zavedení proudových stíhacích letounů. Proto se strategické bombardéry letící rychlostí 500 - 600 km/h již v té době jevily jako neperspektivní. Rychlost letu nového bombardéru bylo třeba zvýšit na úroveň, kterou dosahovaly tehdejší záchytné stíhačky. Ale nepřátelské stíhačky nebyly jediným důvodem, pro který bylo nutné zvýšit rychlost letu bombardéru. Mnohem vážnějším byl v té době fakt, že ve výzbroji se počítalo s jadernými pumami. Proto bylo nutné, aby letadlo po odhození pum opustilo co nejdříve bojovou zónu a aby nedošlo k ozáření posádky.
V roce 1950 se konstruktér V. M. Mjasiščev, který se podílel na vývoji střemhlavého bombardéru Pe-2, obrátil na vládu s návrhem na vytvoření strategického bombardéru s maximální rychlostí 950 km/h a doletem více než 13 000 km. V návrhu letadla se počítalo s osazením 4 proudových motorů AM-3 a v této podobě byl i přijat. 24. března 1951 byl vydán dekret, kterým byla konstrukční kancelář V. M. Mjasiščeva pověřena, aby co nejdříve vyvinula vysokorychlostní mezikontinentální bombardér. Letadlo, které dostalo označení M-4, mělo unést atomové pumy o hmotnosti do 5 tun, mělo být schopno doletět do USA, překonat protivzdušnou obranu a po uskutečnění jaderného úderu se vrátit zpět na svou základnu v SSSR.
A. N. Tupolev, bývalý učitel a kolega Mjasiščeva, byl informován o zahájení prací na letadle M-4 a rozhodl se také zapojit do soutěže o vývoj nového strategického bombardéru. Právě probíhající práce na letadlech Tu-16 a Tu-85 umožnily konstrukční kanceláři A. N. Tupoleva OKB-156 (rusky ОКБ-156) rychle navrhnout ideální tvar bombardéru. Otázkou však zůstávalo, jaký typ motoru bude nejvhodnější pro dosažení požadavků týkajících se doletu a rychlosti. Rozsáhlé studie provedené v roce 1950 a na začátku roku 1951 ukázaly, že nejlepším řešením bude instalace čtyř turbovrtulových motorů, z nichž každý bude mít výkon 10 000 až 12 000 koňských sil. 11. července 1951 byla konstrukční kancelář A. N. Tupoleva pověřená navrhnout nový strategický bombardér a v letech 1952 - 1953 vyrobit dva prototypy. První, se čtyřmi turbovrtulovými motory typu 2TV-2F a druhý, se čtyřmi výkonnějšími turbovrtulovými motory TV-12 (sériově vyráběné byly nazvány NK-12). V roce 1951 tak sovětská vláda dospěla k velmi kontroverznímu rozhodnutí, když začala financovat vývoj dvou identických typů letadel. Tento krok, kterým se enormně zatížila ekonomika už i tak válkou zbídačené země, lze vysvětlit jen tím, že Stalin a jeho poradci v té době reálné zvažovali možnost jaderné války s USA.
Na podzim roku 1952 byl první prototyp kanceláře A. N. Tupoleva, nazvaný Tu-95-1, dokončen a předán k letovým zkouškám. 12. listopadu 1952 se zkušební pilot A. D. Pereljot a jeho posádka vznesli v novém letadle poprvé do vzduchu. Celý let trval 50 minut a uskutečnil se v nadmořské výšce 1150 m. Do poloviny května vzlétl tento prototyp 16krát a celkem ve vzduchu strávil 21 hodin. Jeho 17. let, který se konal 11. května 1953, však skončil katastrofou. Na Tu-95-1 se během letu vzňal jeden z motorů, požár se začal šířit dál a letadlo se zřítilo. Z 11 členů posádky čtyři lidé havárii nepřežili, včetně zkušebního pilota A. D. Pereljota.
Přestože byla montáž druhého prototypu Tu-95-2 zahájena již v lednu 1952 a do konce roku bylo letadlo prakticky hotové, jeho úplné dokončení se protáhlo až do roku 1954. Důvodem byla realizace několika konstrukčních změn poté, co byly známy příčiny katastrofy prvního prototypu. Výsledky vyšetřování totiž prokázaly, že nehodu způsobila poškozená převodovka protiběžných vrtulí, jejíž úlomky prořízly palivové nádrže a ty se následně vznítily. Na druhém prototypu tedy musela být zpevněna křídla, byl zaveden systém, který prostor nad palivem v jednotlivých nádržích plnil inertním plynem a zdokonalený byl také požární systém. V prosinci 1954 byl Tu-95-2 vybaven zdokonaleným motorem TV-12 a 16. února 1955 absolvoval svůj první let. Letové zkoušky a dolaďování letadla probíhalo téměř rok, v rámci kterého se bombardér vznesl do vzduchu 68krát a nalétal celkem 168 hodin. V roce 1956 začala sériová výroba Tu-95 a postupně byl zaváděn do útvarů strategického letectva SSSR. Produkce těchto letadel pokračovala až do roku 1992 a v průběhu tohoto období vzniklo množství modernizovaných verzí.
Od roku 1981 byla vyráběna modifikovaná verze Tu-95MS s novými křídly s rychlejším profilem a s novou radioelektronikou. Tu-95MS byl vybaven 6 střelami s plochou dráhou letu Ch-15 (RKV-15B, rusky РКВ-15Б, v kódu NATO АS-16 „Kickback“) s doletem 2 500 km. Od roku 1984 RKV-15B zaměnili na Ch-55 (RKV-500, rusky РКВ-500, v kódu NATO АS-15 „Kent“).

## Konstrukce

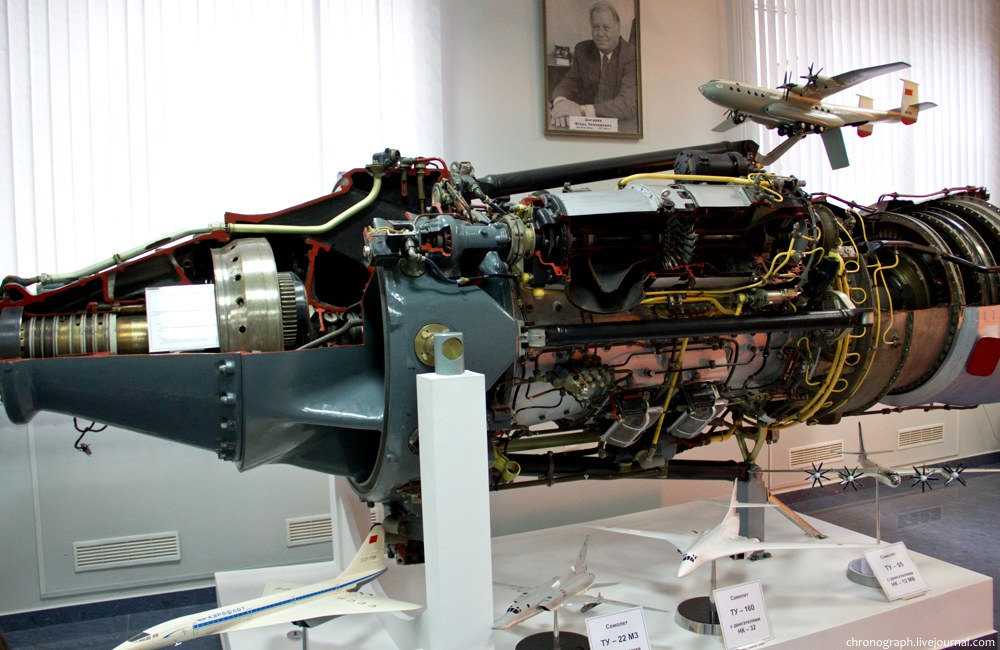
Motor NK-12MV

Tu-95 je středoplošník se šípovitými křídly, které svírají úhel 35°. Rozpětí křídel Tu-95MS je 50,4, délka letadla je 49,13 m a jeho výška 13,3 m.
Pohon Tu-95MS zajišťují čtyři turbovrtulové motory Kuzněcov NK-12MP. Na každý z motorů jsou napojeny dvě protiběžné čtyřlisté vrtule АВ-60К. Palivová soustava se skládá z nádrží umístěných v křídlech a v trupu letadla. Maximální rychlost Tu-95MS je 830 km/h a bombardér je schopen dosáhnout výšky až 10 500 m. Rychlost letadla při vzletu a přistání je kolem 300 km/h. Bombardér dokáže bez natankování ve vzduchu doletět maximálně 11 000 km, nicméně tento dolet se zkracuje v závislosti na množství nesené výzbroje až na 6480 km.
I když tento bombardér nemůže překonat moderní systémy protivzdušné obrany, tak řízené střely dlouhého doletu, které nese v pumovnici, mu poskytují významnou schopnost neutralizovat nepřítele. Bombardéry Tu-95MS mohou nést, v závislosti na verzi, 6 - 16 řízených střel s maximálním doletem 3 000 km. Střely mohou být neseny v pumovnici a také na čtyřech vnějších závěsnících. Maximální nosnost bombardéru je 20 tun. Bombardér má integrované střely typu vzduch-zem Ch-55 a jejich varianty (Ch-101/Ch-102), které mohou mít konvenční nebo jaderné hlavice.

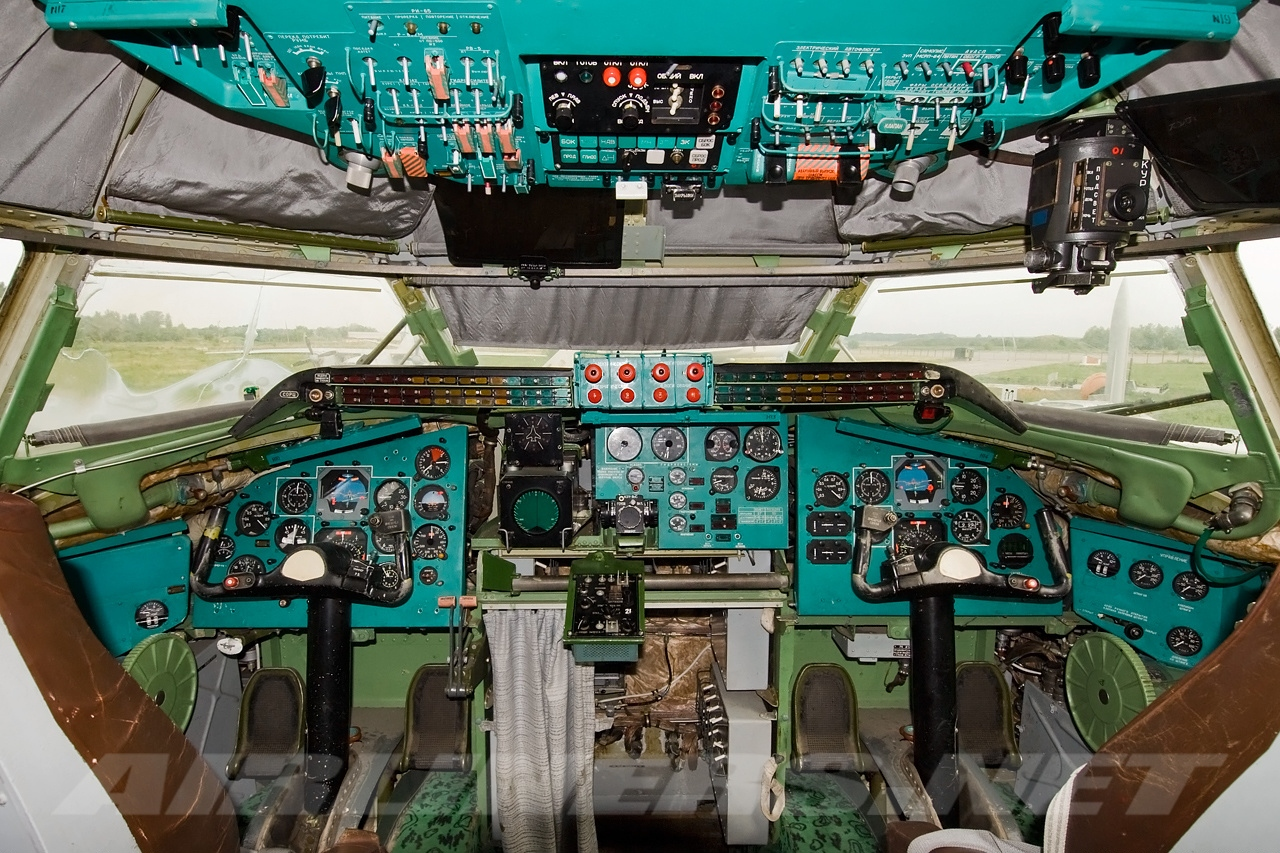
Kokpit Tu-95MS
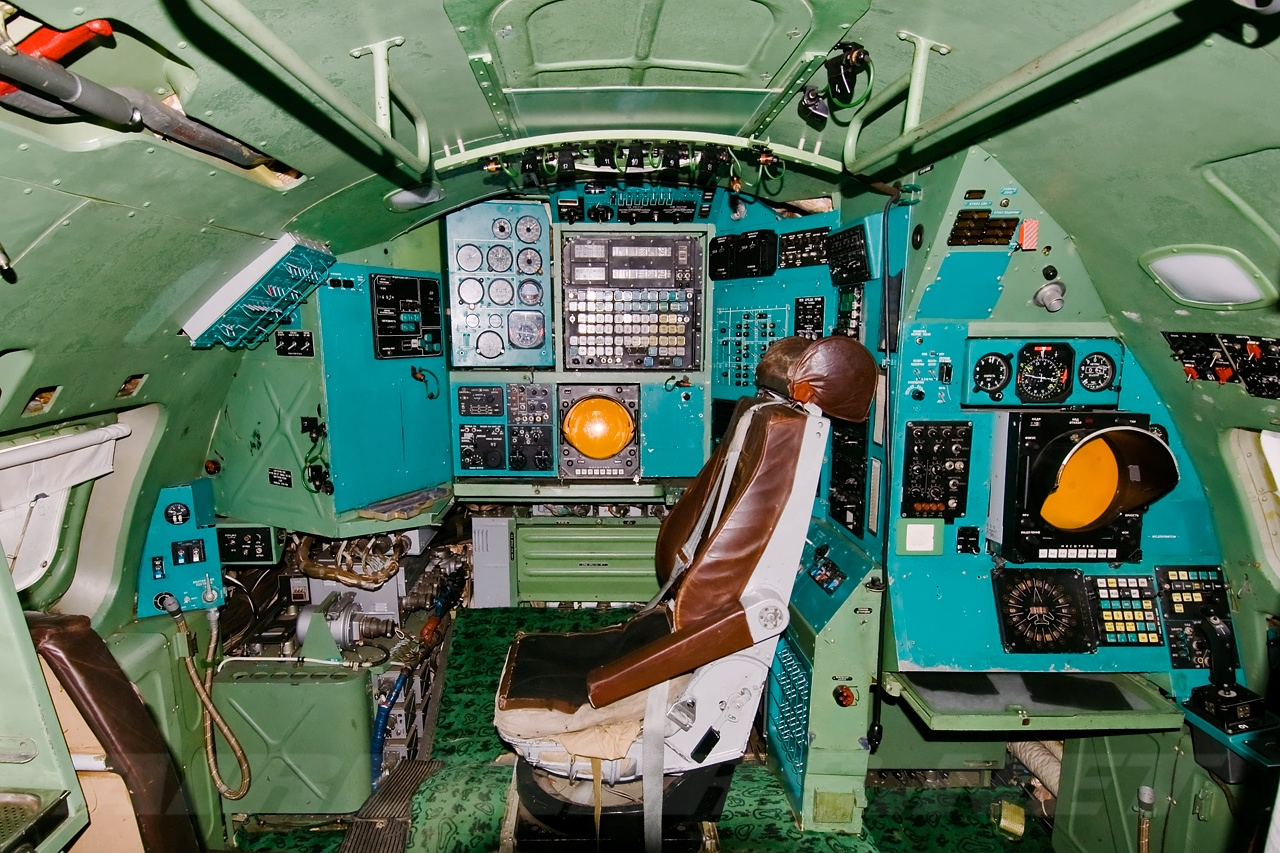
Místo navigátora
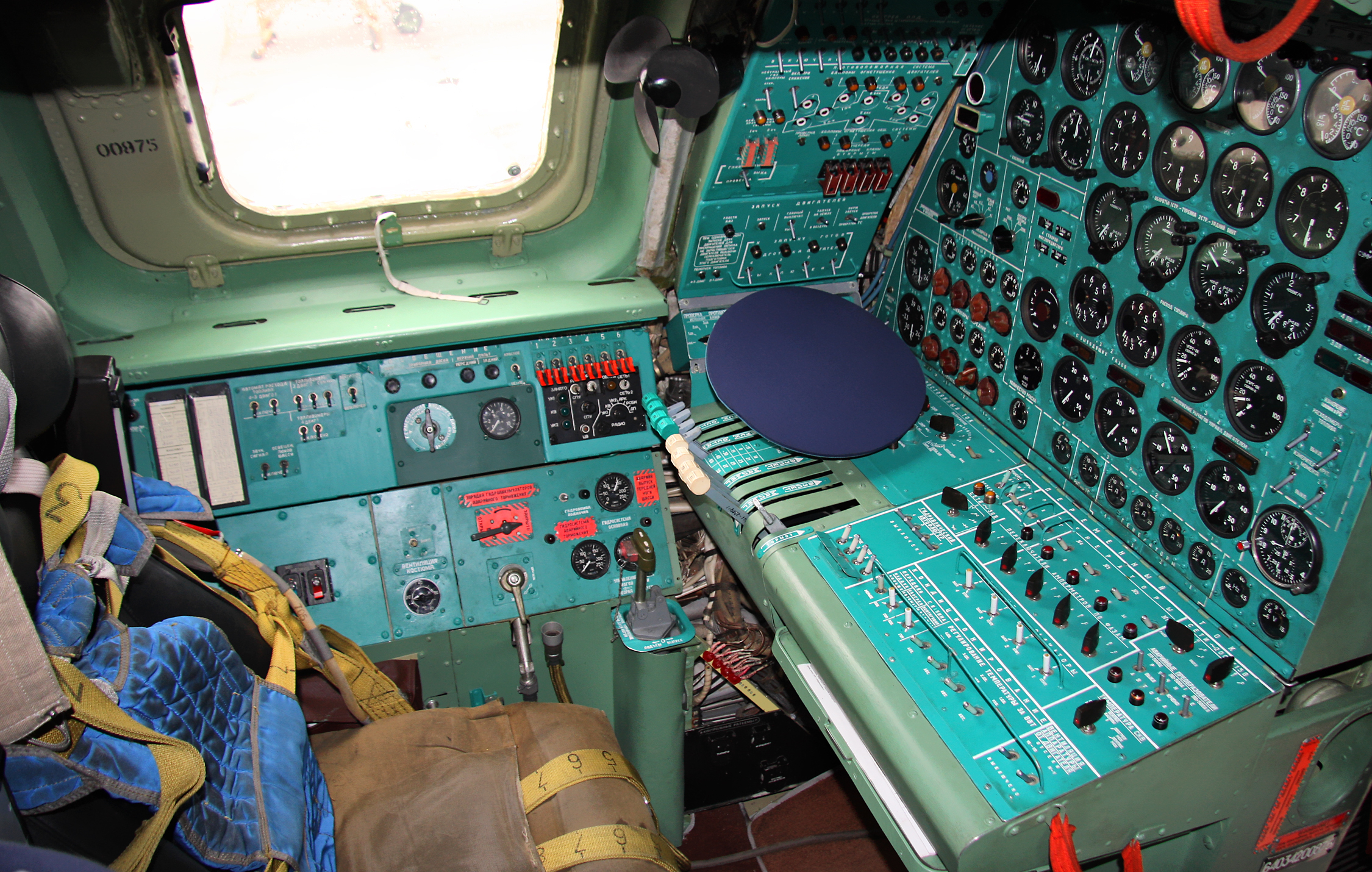
Místo palubního inženýra
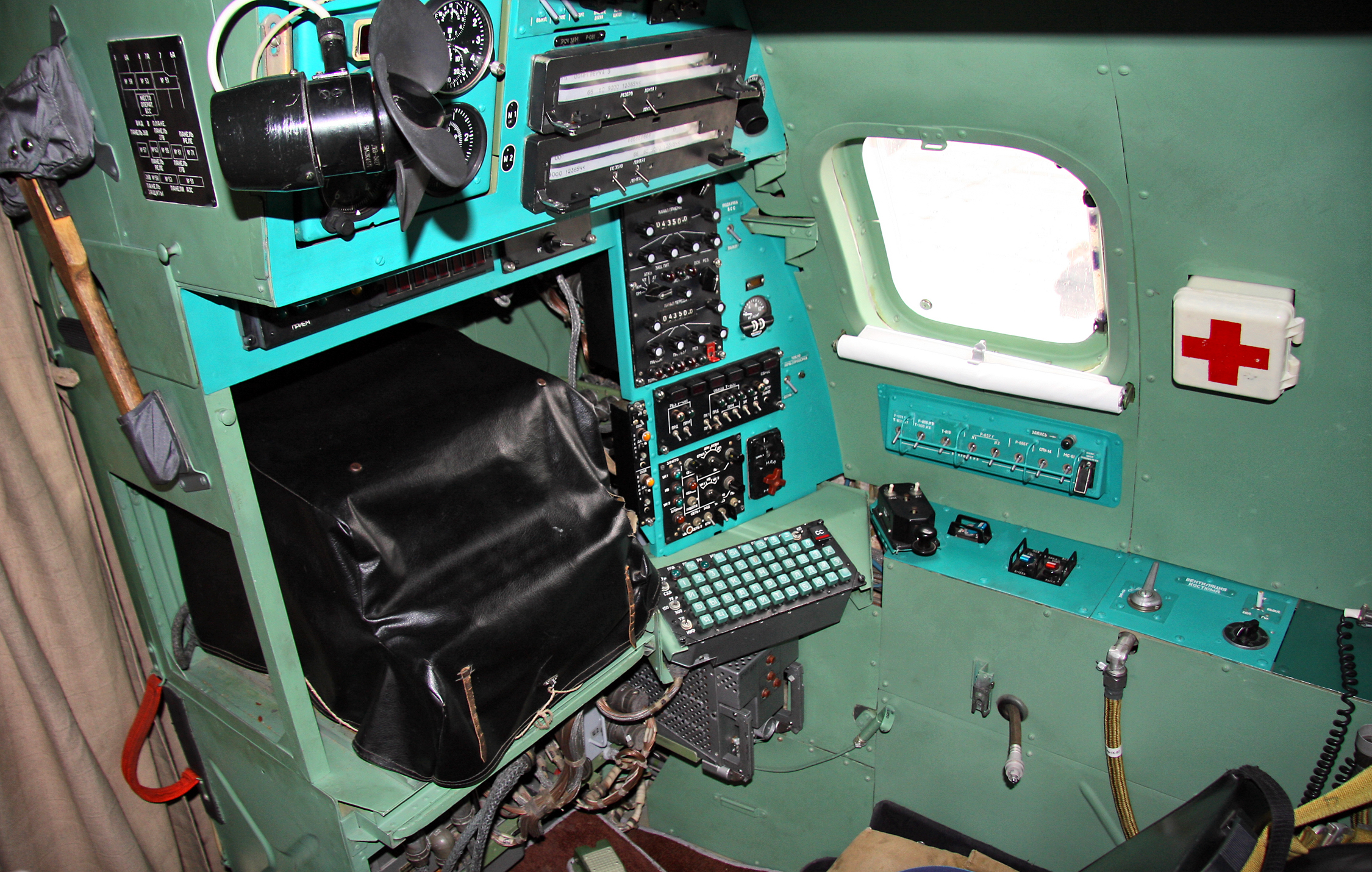
Místo radisty

## Služba

### Sovětský svaz

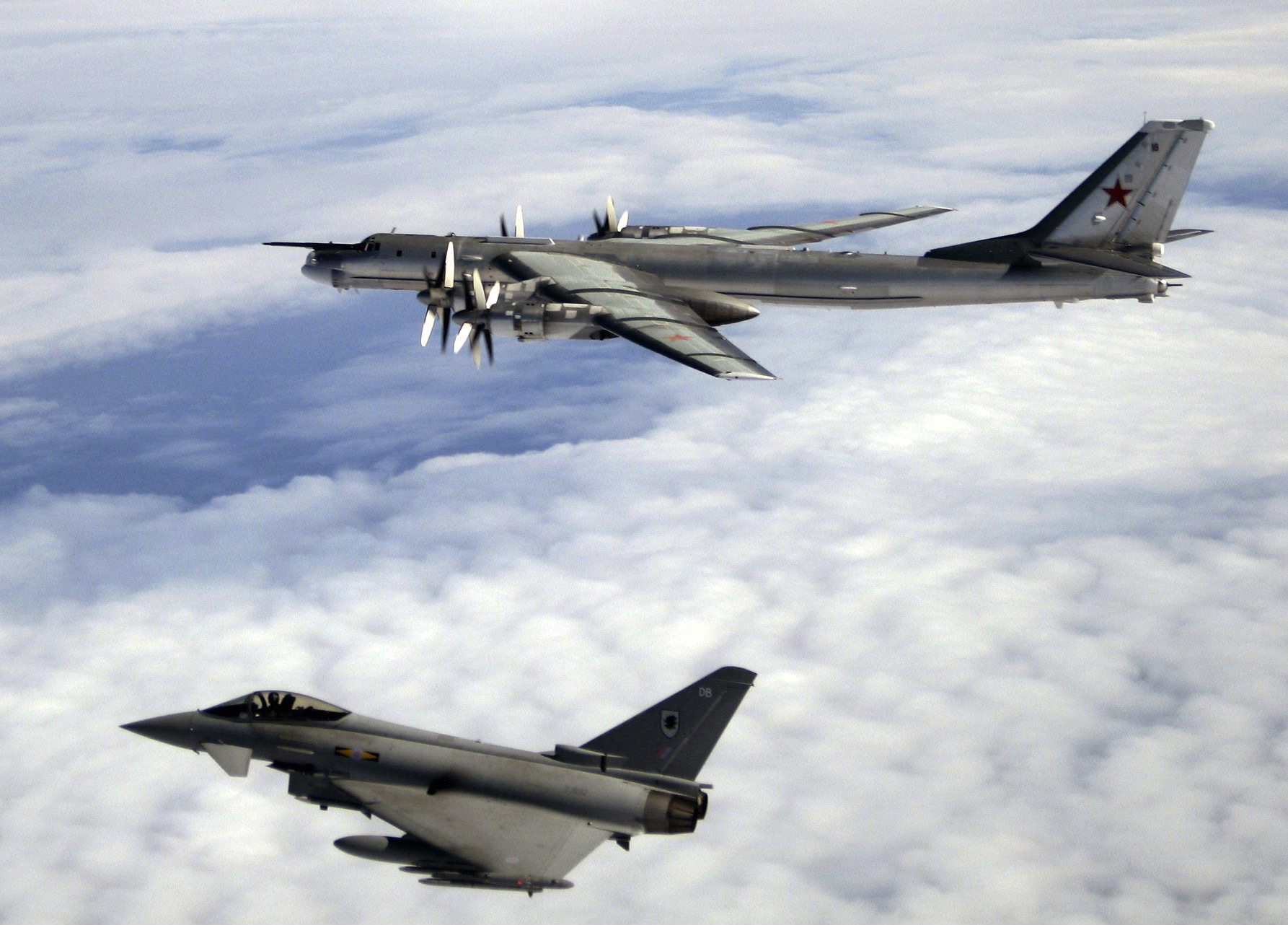
Tu-95 doprovázený stíhačkou Eurofighter Typhoon britského RAF

Zvláště varianta Tu-95RT byla skutečnou ikonou studené války, protože vykonávala námořní pozorovací a zaměřovací mise pro jiná letadla, hladinová plavidla i ponorky. Rozpoznatelný byl podle velké vybouleniny pod trupem, kde se údajně nacházela radarová anténa, která sloužila k vyhledávání a detekci hladinových plavidel.
Sérii jaderných povrchových testů Sovětský svaz prováděl od počátku do poloviny 60. let. Modifikovaný Tu-95 30. října 1961 nesl a shodil zařízení AN602 známé pod názvem Car-bomba. Šlo o nejvýkonnější termonukleární zařízení, jaké kdy bylo odpáleno. Existuje i videozáznam tohoto konkrétního testu, protože událost byla natočena pro dokumentační účely. Na záběrech je vidět speciálně upravený letoun Tu-95V – natřený antiradiační bílou barvou na spodních plochách. Zaznamenán byl vzlet s pumou, výjevy z interiéru a exteriéru letadla za letu a detonace. Puma byla připevněna pod letadlem, které neslo zbraň napůl externě, protože ji nebylo možné nést uvnitř standardní pumovnice Tu-95, podobně jako to bylu u speciální verze B.1 letounu Avro Lancaster, který nesl desetitunovou pumu Grand Slam. Spolu s Car Bombou se Tu-95 ukázal jako všestranný bombardér, který dokázal nést pumu RDS-4 Taťána, termonukleární bomby RDS-6S, RDS-37 o síle 2,9 kilotuny nebo RP-30-32 o síle 200 kilotun.
Rané verze tohoto bombardéru postrádaly pohodlí pro posádku. Interiér byl vlhký a špinavý a v letadle nebyl záchod ani kuchyňka. Přestože životní podmínky na bombardéru byly neuspokojivé, posádky často podnikaly dvě desetihodinové mise týdně, aby zajistily bojovou připravenost. Ročně to dalo celkem asi 1200 letových hodin.
Vzhledem k povaze služby a misí na bombardéru létaly nejlepší posádky. Časté byly mise do Arktidy, kde nacvičovali transpolární údery proti Spojeným státům. Na rozdíl od svých amerických protějšků nikdy nelétali na své mise s jadernými zbraněmi. To bránilo jejich připravenosti na misi, protože ostrá munice musela pocházet ze speciálních bunkrů na základnách a do letadla se nakládat z obslužného příkopu pod pumovnicí, což mohlo trvat dvě hodiny.

### Rusko

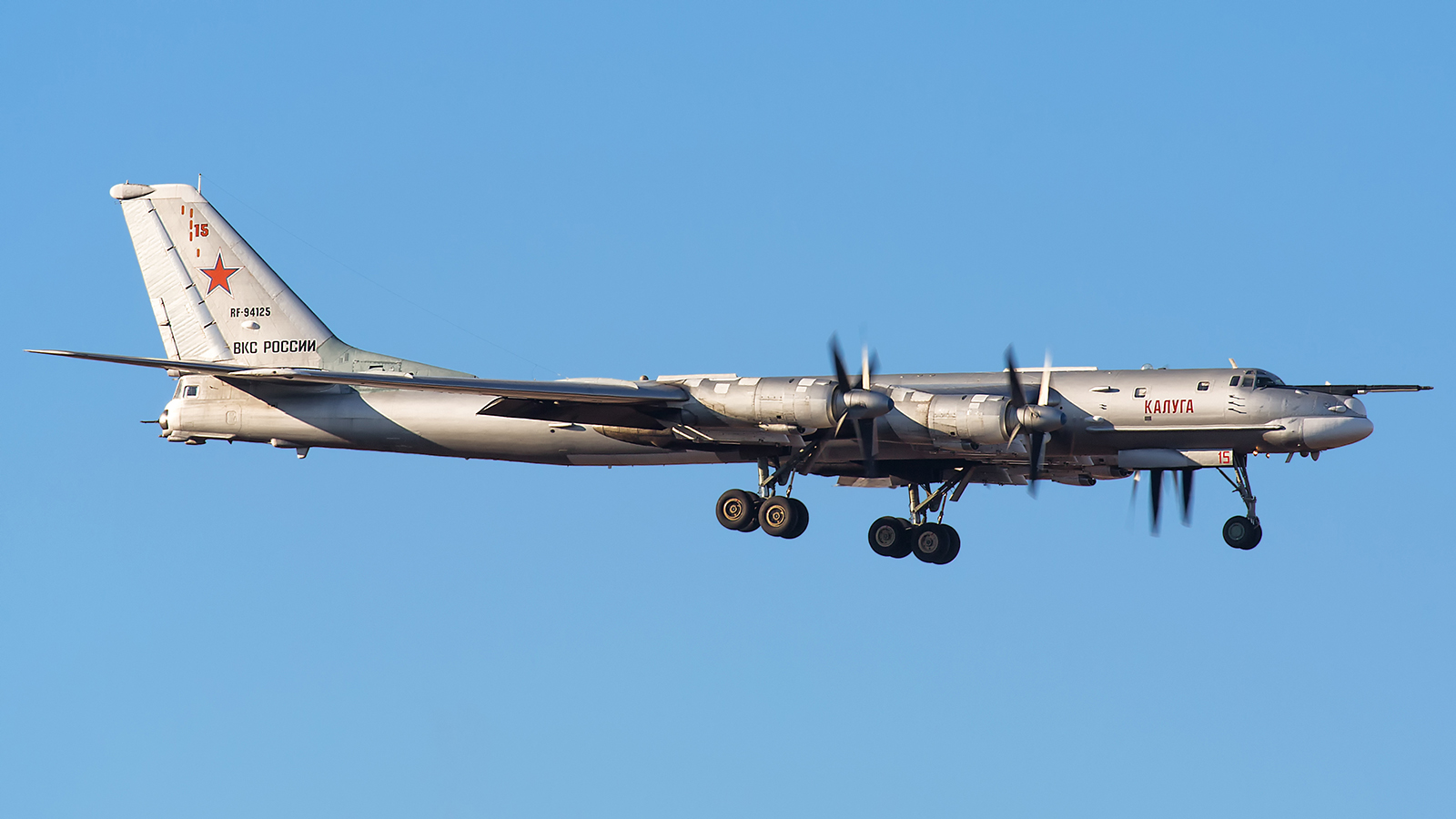
Tu-95MS "Kaluga", pojmenovaný po jednom z nejstarších ruských měst

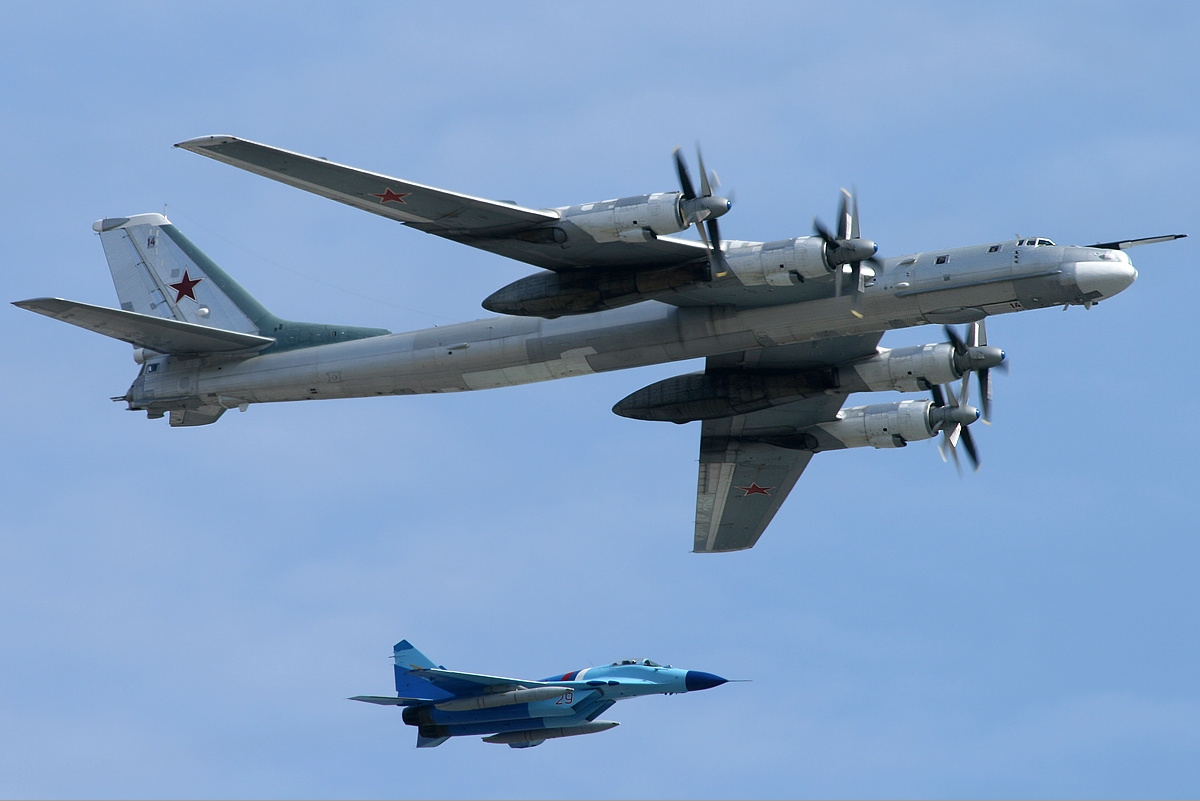
Tu-95 a MiG-29

V roce 1992 začal nezávislý Kazachstán vracet do Ruska letouny Tu-95 79. divize těžkého bombardovacího letectva z letecké základny Dolon. Bombardéry se připojily k ostatním na dálněvýchodní letecké základně Ukrajinka.
Od zavedení do útvarů sovětského letectva až do roku 1991 tato letadla prováděla pravidelné strategické dálkové lety a stala se symbolem studené války. Lety bombardérů Tu-95 však byly z důvodu změny geopolitické situace a z finančních důvodů následujících 16 let omezeny na minimum. Dne 17. srpna 2007 oznámil prezident Vladimir Putin obnovení strategických letů ruských bombardérů, včetně Tu-95. Stíhačky z členských zemí NATO jsou často posílány, aby zachytily a doprovázely Tu-95 při plnění svých misí podél okraje vzdušného prostoru NATO, často v těsné blízkosti bombardérů.
Ruské Tu-95 se  v lednu 2008 údajně zúčastnily námořního cvičení u pobřeží Francie a Španělska spolu se strategickými bombardéry Tupolev Tu-22M3 "Backfire" a letouny včasného varování Beriev A-50 "Mainstay".
Během ruského vojenského cvičení Stability 2008 v říjnu 2008 letouny Tu-95MS poprvé od roku 1984 vypálily ostré ze vzduch odpalované střely s plochou dráhou letu. Dlouhý dolet řízené střely Ch-55 znamená, že Tu-95MS může opět sloužit jako strategický zbraňový systém.
V červenci 2010 vytvořily dva ruské strategické bombardéry Tu-95MS světový rekord v letu bez mezipřistání pro letoun této třídy, když strávily ve vzduchu více než 43 hodin. Bombardéry přeletěly nad Atlantským, Severním ledovým a Tichým oceánem a Japonským mořem a celkem urazily více než 30 000 km (19 000 mil) se čtyřmi tankováními za letu. Hlavním úkolem byla kontrola výkonu letadla při tak dlouhém letu, zejména sledování motorů a dalších systémů.
Dne 17. listopadu 2015 byly bombardéry Tu-95 bojově nasazeny poprvé v historii. Poté, co se potvrdila podezření, že za pádem ruského civilního letadla s 224 pasažéry na palubě stojí Islámský stát, zintenzivnilo Rusko masivní bombardování strategickými bombardéry. Šest letadel Tu-95, pět strojů Tu-160 a čtrnáct Tu-22M uskutečnilo nálety na pozice teroristů z ISIL. Bombardéry Tu-95 a Tu-160 zasáhly velitelské základny v Idlibu a Aleppu. Letouny Tu-95 použily rakety Ch-555, což je varianta střely Ch-55SM s vylepšeným naváděním a hlavicí. Celkově bombardéry Tu-95 a Tu-160 vypálily 34 raket a zasáhly 14 cílů.
Na letecké základně Biak v Indonésii poprvé přistály dva strategické bombardéry Tu-95MS a dva transportní letouny Il-76MD 5. prosince 2017. Bombardéry urazily více než 7 000 km (4 300 mil) s doplňováním paliva ve vzduchu, než přistály na letecké základně. Během návštěvy provedly posádky Tu-95 své první hlídkové lety nad jižním Pacifikem a zůstaly ve vzduchu déle než osm hodin.
Bombardéry Tu-95MS/MSM se údajně zúčastnily zahajovacího útoku na Ukrajinu během počáteční fáze ruské invaze na Ukrajinu v roce 2022 dne 24. února 2022. Podle ukrajinských zdrojů strategické bombardéry Tu-95MS a Tu-160 odpálily 6. března 2022 osm řízených střel, pravděpodobně Ch-101, na mezinárodní letiště Vinnycja z oblasti Černého moře. Dne 26. června 2022 oznámil mluvčí ukrajinského letectva Jurij Ihnat čtyři až šest řízených střel Ch-101 odpálených strategickými bombardéry Tu-95MS a Tu-160 na Kyjev z oblasti Kaspického moře. Bombardéry údajně letěly z Astrachaně.

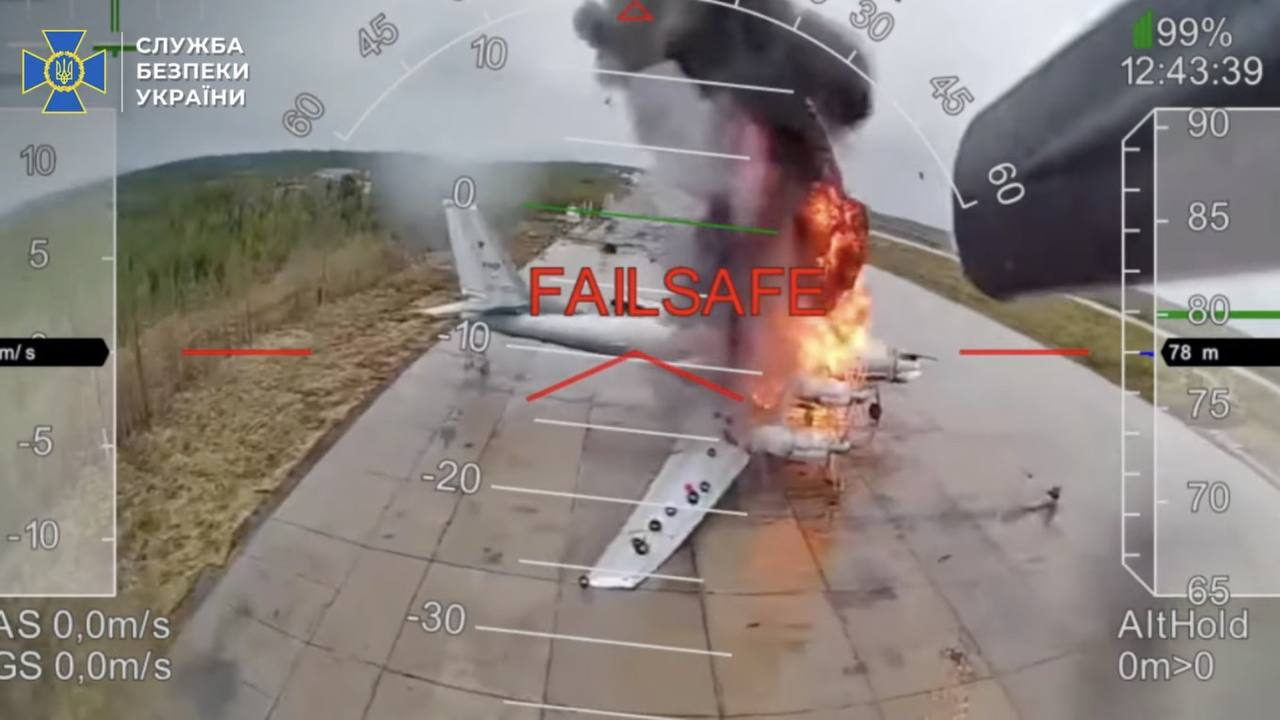
Jeden z Tu-95 zasažených ukrajinskými drony na letišti Oleňja bĕhem operace Pavučina 1. června 2025

Dne 5. prosince 2022 byly hlášeny výbuchy na dvou ruských leteckých základnách: ten na základně Engels-2 údajně poškodil dva Tu-95. Následně 6. prosince satelitní snímky ukazují, že jeden Tu-95MS Bear-H začal hořet a musel být pokryt pěnou. Poškozen byl také Tu-22M. Útok provedly modernizované drony Tu-141.
Dne 1. června 2025 ukrajinské bezpilotní letouny během operace Pavučina poškodily nebo zničily množství letounů Tu-95 na leteckých základnách po celém Rusku, spolu s několika letouny A-50 AWACS a těžkými vojenskými dopravními letouny Il-76.

## Nehody a incidenty
- V roce 1968 se nad Černým mořem při cvičném letu ztratila dvě letadla. Oba letouny spadly do moře, jeden z nich měl být zachráněn později a přežil pouze jeden člen posádky z 18. Tyto letouny operovaly ze základny Uzyn na Ukrajině.
- 8. června 2015 skončil jeden ze strojů Tu-95 v důsledku požáru motoru během startovacího manévru mimo dráhu na letišti v Bělogorsku. Nejméně pět příslušníků ruských ozbrojených sil utrpělo při incidentu zranění.[34]
- 14. července 2015 došlo během cvičného letu u Chabarovsku k havárii Tu-95MS, která si vyžádala 2 životy.[35]
- větší počet letadel byl zničen při útoku ukrajinskými drony během operace Pavučina.[36][37]

## Varianty

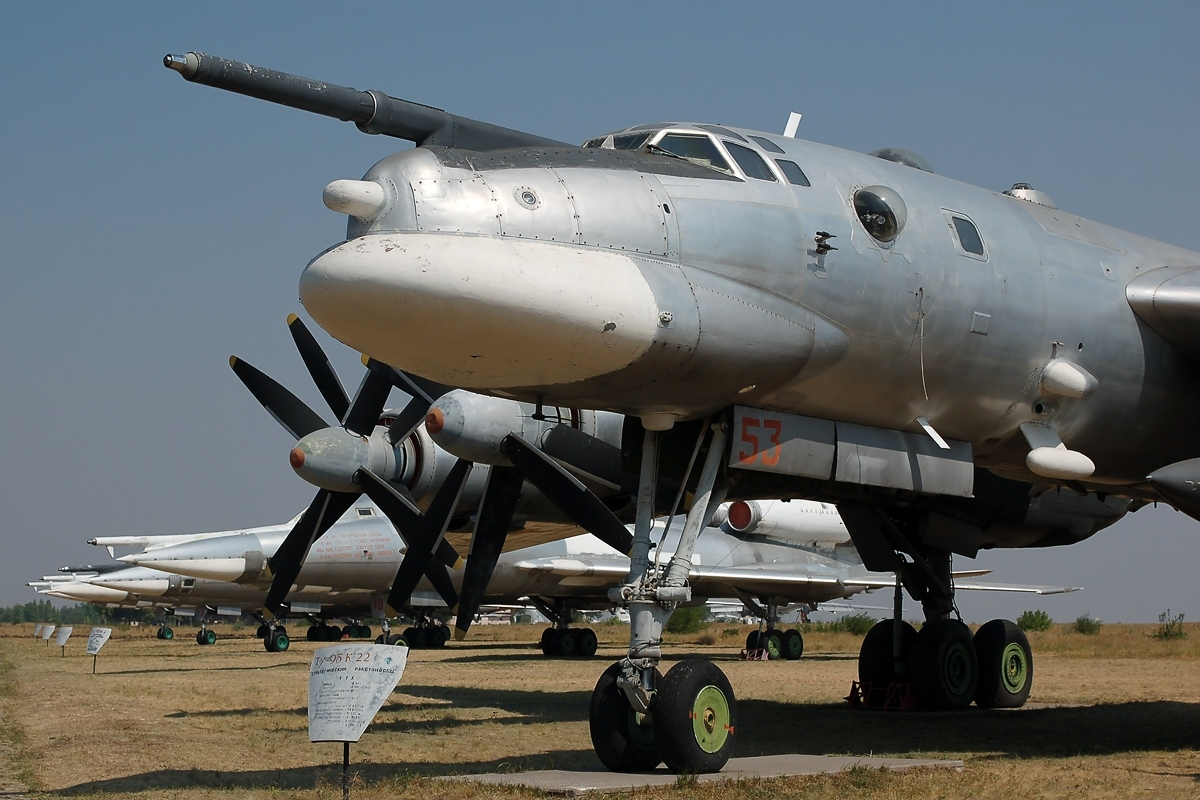
Tu-95K22 Bear-G s masivním avionickým radomem pro obsluhu raket Ch-22

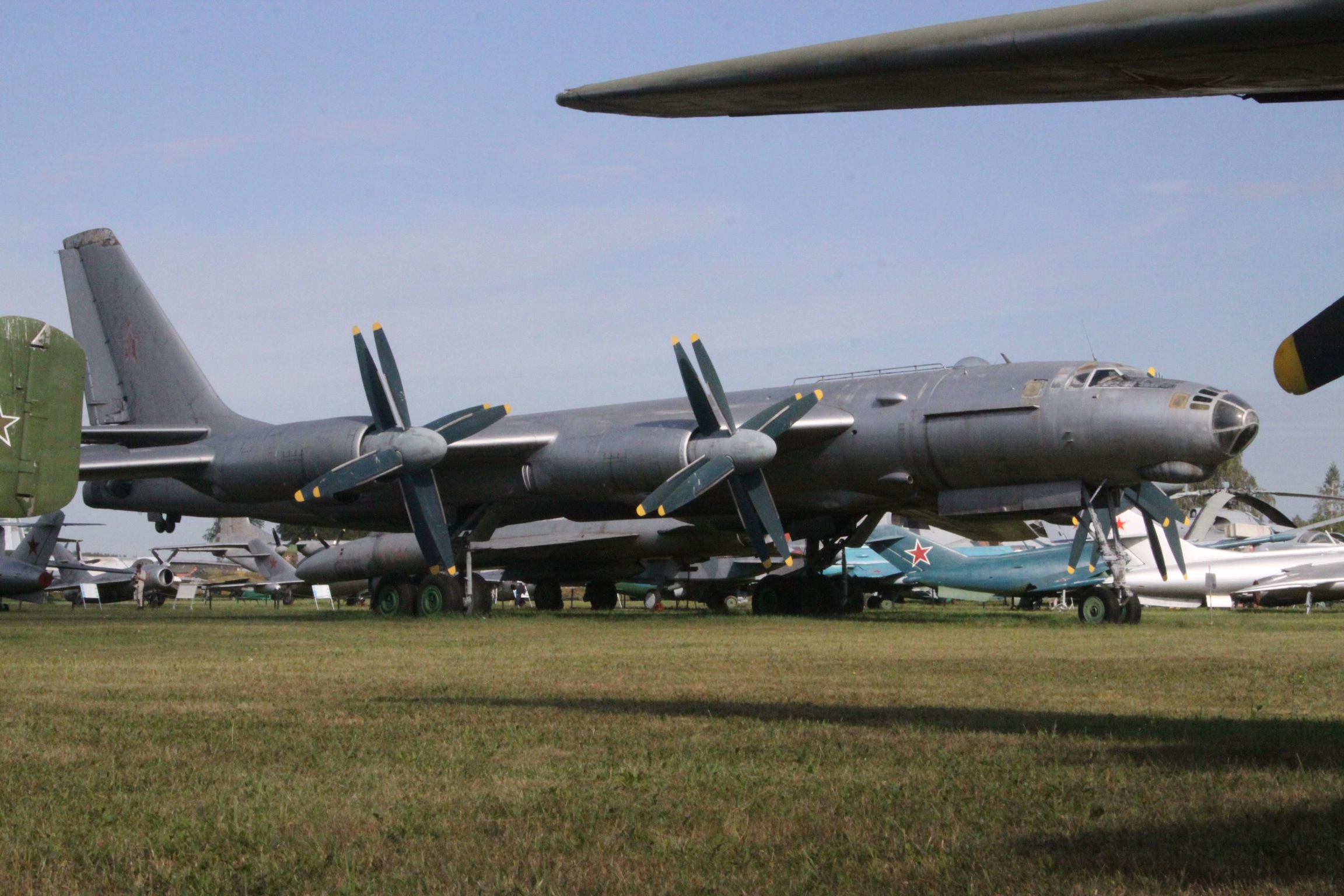
Tupolev Tu-95LL

- Tu-95/1: - první prototyp poháněný turbovrtulovými motory Kuzněcov 2TV-2F.
- Tu-95/2: - druhý prototyp s turbovrtulovými motory Kuzněcov NK-12.
- Tu-95 - počáteční produkční verze. Ještě během továrních zkoušek T-95-1 a Tu-95-2 připravovali v závodě č.18 sériovou výrobu bombardérů s oficiálním názvem Tu-95 (otevřený název výrobek "V"), již v roce 1955 stála v závodě rozpracovaná letadla nulté a první serie a od Tu-95-2 se odlišovala o dva metry delším trupem, o 5% vyšší hmotností prázdného letadla a plnou aparaturou. 31. srpna 1955 byly dokončeny první sériové stroje No.5800003 (trupové číslo "5") a No.5800101 (trupové číslo "6"), které prošly továrními zkouškami od 1. října 1955 do 28. května 1959. Státní zkoušky byly prováděny na třech strojích (Tu-95-2 a prvních dvou sériových strojích) a trvaly od 31. května do srpna 1956. Tu-95-2 při nich dosáhl maximální rychlosti 882 km/h, dostupu 11 300 m a doletu 15 040 km. Sériové těžší stroje dosáhly nižších výkonů, výsledky byly horší než hodnoty zadané v roce 1951 Nařízením Rady ministrů, proto byl stroj No.5800101 od 20. srpna 1956 modernizován (dostal novější motory NK-12M o vzletovém výkonu 1500 ks, maximální vzletová hmotnost stroje se zvýšila ze 172 na 182 tun, zásoba paliva z 80,73 na 89,53 t), letadlo dostalo označení Tu-95M (výrobek "VM") a během továrních zkoušek, které absolvoval v září až říjnu 1957, dosáhl maximální rychlosti 905 km/h a praktického dostupu 12 150 m. Technický dolet dosáhl 16 750 km a praktický převyšoval 13 000 km. Přestože ani tyto výkony nedosahovaly zadání Rady ministrů, byl stroj 26. září 1957 zařazen do výzbroje. V letech 1955-1957 v Závodě No.18 vyrobili 31 strojů Tu-95 a do konce roku 1958 ještě 19 Tu-95m, které byly vybaveny motory NK-12M a později NK-12VM
- Tu-95K - Experimentální verze pro vypouštění proudového letounu MiG-19SM-20 ze vzduchu.
- Tu-95K22 (Bear G) - modernizace Tu-95, která byla zahájena na počátku 70. let a umožňovala bombardéru nést 3 střely Ch-22. Posílení PVO předpokládaného protivníka začátkem 70. let snížilo pravděpodobnost splnění úkolu strojem Tu-95KM. Proto padlo rozhodnutí vybavit tyto stroje komplexem K-22, který zahrnuje rakety Ch-22 s autonomním systémem navedení a vysokou rychlostí letu k cíli. První práce na takovém projektu byly v oddělení technických projektů OKB-156 provedeny již v roce 1963, ale odpovídající rozhodnutí Rady ministrů SSSR přišlo až v únoru 1973. Stroj dostal označení Tu-95K22 (výrobek "VK-22") a celý komplex K-95-22. Kvůli úpravě byl dne 31. ledna 1973 do kujbyševského leteckého závodu vyčleněn sériový stroj Tu-95KM VVS, ale práce podle technické dokumentace OKB začaly až v květnu 1974. Úprava spočívala v nahrazení zadního střeleckého stanoviště úsekem s REB, RL "JAD" nahradili RL "PNA-B", instalovali aparaturu přípravy a odpálení raket "Kama", adaptér (" балочный держатель "BD-206) vybavili adaptérem pro raketu Ch-22, pod křídlem mezi vnitřními motory a trupem instalovali BD-45K z Tu-22M. Stroj tak získal schopnost nést jednu raketu pod trupem nebo dvě pod křídlem. První vzlet provedl upravený stroj 30. října 1975. Zkoušky a ladění komplexu pokračovaly do začátku 80. let a současně byly prováděny přestavby strojů Tu-95KM na Tu-95K22. V roce 1987 byl nový komplex oficiálně přijat do výzbroje. Několik strojů bylo vybaveno i speciálními gondolami pod křídlem kvůli možnosti jejich použití pro radiační průzkum.
- Tu-95KD - modernizace Tu-95, která umožňovala bombardéru nést jednu střelu Ch-20 s jadernou hlavicí. Instalování systému K-20 a podvěšení rakety pod Tu-95 snížily jeho dolet o skoro 2000 km. Kvůli tomu bylo už během zkoušek Tu-95k rozhodnuto o vybavení tohoto nosiče raket systémem pro tankování paliva za letu a 2. července 1958 vyšlo odpovídající nařízení Rady ministrů SSSR, které určovalo OKB-156 podstatně zlepšit takticko-technické údaje stroje i celého komplexu K-20 a 28. dubna 1959 rozhodnutí Vojensko-průmyslové komise Rady ministrů SSSR, které schválilo návrh VVS a OKB-156 vybavit sériové Tu-95K systémem doplňování paliva během letu "křídlo-křídlo" použitým u Tu-16. Analýza však ukázala, že kvůli konstrukci křídla není tento systém pro Tu-95 použitelný. Proto bylo rozhodnuto použít systém "hadice-kužel" vyzkoušený na letadle Mjasiščev 3M. Lhůta předání prvního stroje na společné zkoušky byla určena na první kvartál roku 1961 odpovídajícím Nařízením Rady ministrů SSSR, které vyšlo 20. května 1960. OKB-156 připravilo kompletní dokumentaci a Závod č. 18 vybavil sériový Tu-95K (No.2103) systémem "Konus". Stroj dostal označení Tu-95KD (výrobek "VKD") a mohl během letu natankovat 50 t paliva. Tu-95KD byl vybaven teleskopickou aparaturou pro příjem paliva během letu ("hadicí" - "штангой") před pilotní kabinou, palivovým potrubím pro doplnění paliva během letu na pravém boku trupu, rádioaparaturou "Pritok" pro spojení s tankerem a centrálním systémem tankování paliva na zemi. Zkušební Tu-95KD vykonal od 5. července do 8. září první etapu zkoušek, během níž byl prověřen systém vypuštění a stažení systému přijímání paliva a také činnost nově instalovaných aparatury. Během druhé etapy od 17. října do 30. ledna 1962 byla provedena praktická doplnění paliva Tu-95KD tankery M-4-2 během letu. První sériový Tu-95KD byl v Závodě č. 18 vyroben v roce 1962 a celkem bylo vyrobeno přes 20 strojů této verze a několik strojů bylo přestavěno z dříve vyrobených Tu-95K (včetně zkušebního).
- Tu-95LAL - Experimentální projekt letadla s jaderným pohonem.[38]
- Tu-95M - Modifikace sériového Tu-95 s motory NK-12M. Vzniklo 19 strojů.
- Tu-95M-55 - nosič střel.
- Tu-95MR - Bear-A upravený pro fotoprůzkum a vyrobený pro sovětské námořní letectvo. U NATO známý jako Bear-E.
- Tu-95MS - verze, která má dvě provedení Tu-95MS-6 a Tu-95MS-16. Sériová výroba začala v roce 1981 a do služby byla letadla zařazena v roce 1983.[39]
  - Tu-95MS6 - verze, schopná nést šest střel typu Ch-55, Ch-55SM nebo Ch-555 na rotačním závěsníku ve vnitřní šachtě.
  - Tu-95MS-16 - modernizace verze Tu-95MS-6, která může nést na vnějších závěsníkách dalších 10 střel Ch-55 nebo 8 střel Ch-55SM.
- Tu-95MSM - modernizace verze Tu-95MS-16, která je vybavena navigačním systémem GLONASS a má integrovanou novou výzbroj. Na čtyřech externích závěsníků může nést 8 střel Ch-101 s konvenční bojovou částí nebo Ch-102 jadernou bojovou částí.[40] 18. listopadu 2015 přeletěl ze závodu Aviakor na základnu Engels první bombardér, zmodernizováný na standard Tu-95MSM.[41]
- Tu-95N - Experimentální verze pro vypouštění letounu s náporovým pohonem.
- Tu-95RT - Varianta základní konfigurace Bear-A, přepracovaná pro námořní průzkum a zaměřování, stejně jako pro elektronické zpravodajství; pro službu v sovětském námořním letectvu. U NATO známý jako Bear-D.
- Tu-95U - Cvičná varianta, upravená ze zbylých letounů Bear-A, v současnosti všechny vyřazeny. U NATO známý jako Bear-T.
- Tu-95V - Speciální nosné letadlo pro otestování nejsilnější termonukleární zbraně všech dob, Car Bomby.
- Tu-96 - Prototyp mezikontinentálního strategického bombardéru s dlouhým doletem a velkým dostupem, navržený pro výšky až 16 000–17 000 m (52 000–56 000 stop).[42] Jednalo se o výškovou verzi letounu Tupolev Tu-95 s výškovými většími turbovrtulovými motory TV-16 a s novým křídlem se zvětšenou plochou. Závodní zkoušky letounu byly prováděny s motory TV-12, které nebyly pro velké výšky, v letech 1955–1956.[43]

### Deriváty Tu-95
- Tu-114 - dopravní derivát Tu-95.
- Tu-116 - Tu-95 byl vybaven přetlakovými kabinami pro cestující jako provizorium, když byl Tu-114 stále vyvíjen. 2 stroje přestavěny.[44]
- Tu-126 - letoun včasné výstrahy, derivát Tu-114 (sám odvozený z Tu-95).
- Tu-142 - Námořní průzkumný/protiponorkový vojenský derivát Tu-95. U NATO známý jako Bear-F.

Existovalo několik dalších modifikací základního draku Tu-95/Tu-142, ale ty byly do značné míry západními zpravodajskými službami nerozpoznány nebo nikdy nedosáhly operačního stavu v rámci sovětské armády.

## Uživatelé

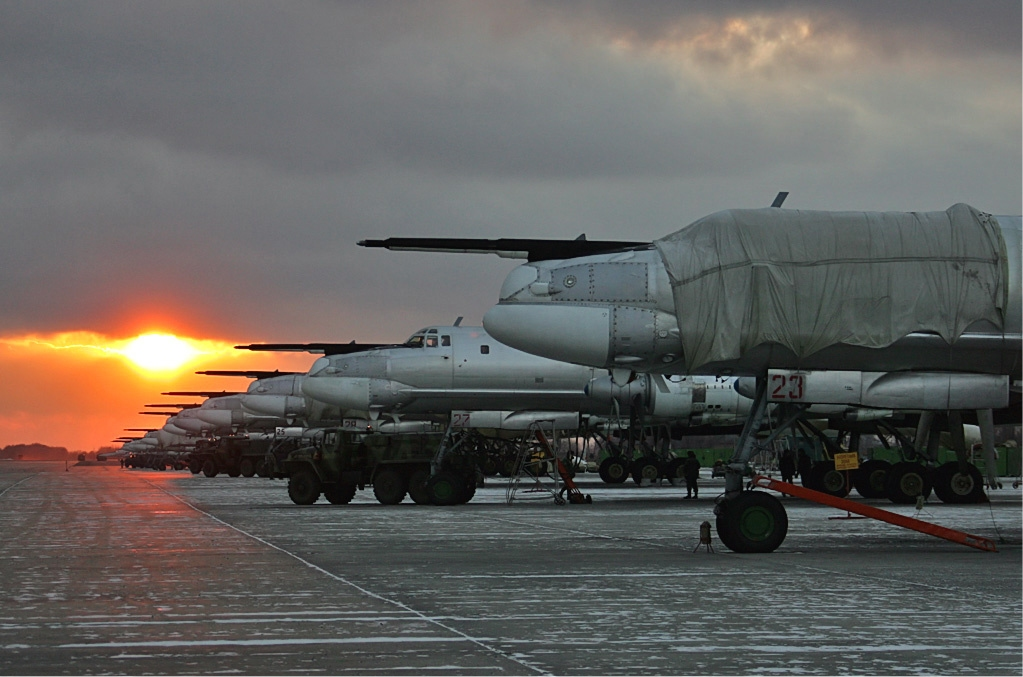
Letouny Tu-95MS na letecké základně Engels v Rusku, prosinec 2005

### Současní
Rusko
- Ruské letectvo v lednu 2015 disponovalo 55 bojeschopnými stroji[45], dislokovaných na základně Engels (Saratovská oblast) a Ukrajinka (Amurská oblast).[45]

### Bývalí
Sovětský svaz
- Sovětské letectvo
- Sovětské námořní letectvo

 Ukrajina
- Ukrajinské letectvo

## Specifikace (Tu-95MS)

### Technické údaje
- Posádka letounu: 6–7 osob (dva piloti, palubní mechanik, radista, navigátor, zadní střelec, někdy 2. navigátor)
- Rozpětí: 51,10 m
- Délka: 49,50 m
- Výška: 12,12 m
- Nosná plocha: 311,10 m²
- Hmotnost (prázdný): 90 000 kg
- Maximální vzletová hmotnost: 188 000 kg
- Pohonná jednotka: 4 × turbovrtulový motor Kuzněcov NK-12MV
- Výkon jednoho motoru: 15 000 koní (11 032,5 kW)

### Výkony
- Maximální rychlost: 925 km/h
- Dostup: 12 000 m
- Počáteční stoupavost: 10 m/s
- Dolet: 15 000 km

### Výzbroj
- 1–2 × kanón Nudelman-Richtěr NR-23 ráže 23 mm v záďovém střelišti
- maximálně 15 000 kg podvěsné výzbroje, kupř. střel vzduch-země (Ch-20, Ch-22, Ch-26 a Ch-55)